# Biotechnology for Biofuels
Biotechnology for Biofuels ist eine begutachtete wissenschaftliche Fachzeitschrift, die seit 2008 von dem zur Springer-Gruppe gehörenden Verlag BioMed Central herausgegeben wird. Chefredakteure sind Michael E. Himmel, Debra Mohnen, Charles E. Wyman und James C. du Preez.
Inhaltlich befasst sich die Zeitschrift mit der Nutzung Nachwachsender Rohstoffe sowie technologischen und betrieblichen Fortschritten bei der Herstellung von Biotreibstoffe. Zudem werden auch damit in Verbindung stehende ökonomische, ökologische und institutionelle Aspekte der Biotreibstoffproduktion behandelt.
Der Impact Factor lag im Jahr 2020 bei 6,040, der fünfjährige Impact Factor bei 6,485. Damit lag die Zeitschrift auf Rang 20 von 159 in der Kategorie Biotechnologie und angewandte Mikrobiologie gelisteten wissenschaftlichen Zeitschriften sowie auf Rang 33 von insgesamt 114 Zeitschriften in der Kategorie Energie und Treibstoffe.